# Новолипецкий металлургический комбинат

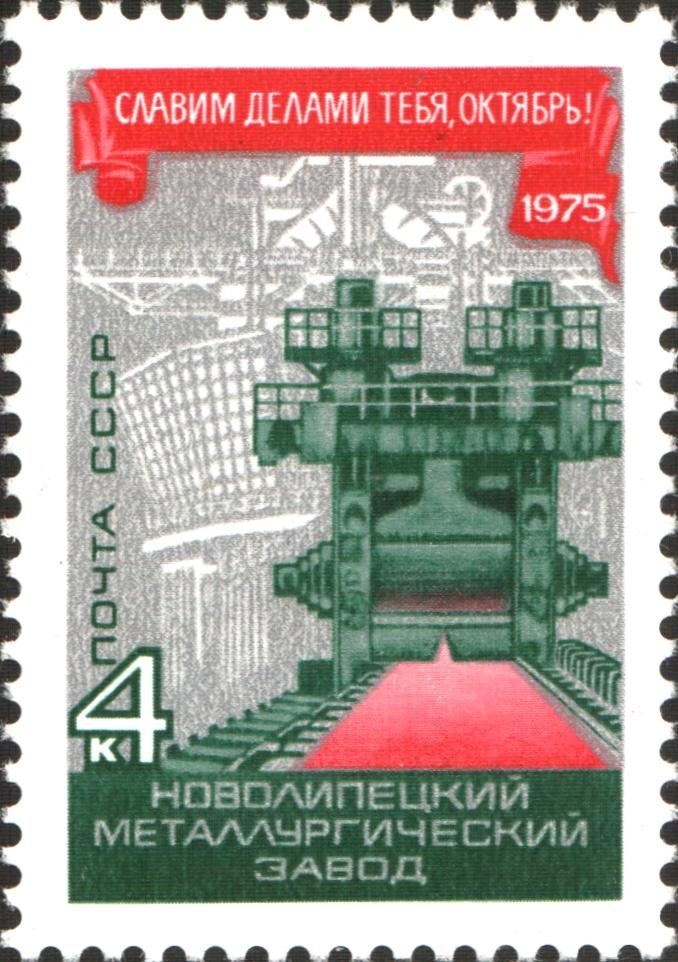
Почтовая марка СССР, 1975 год

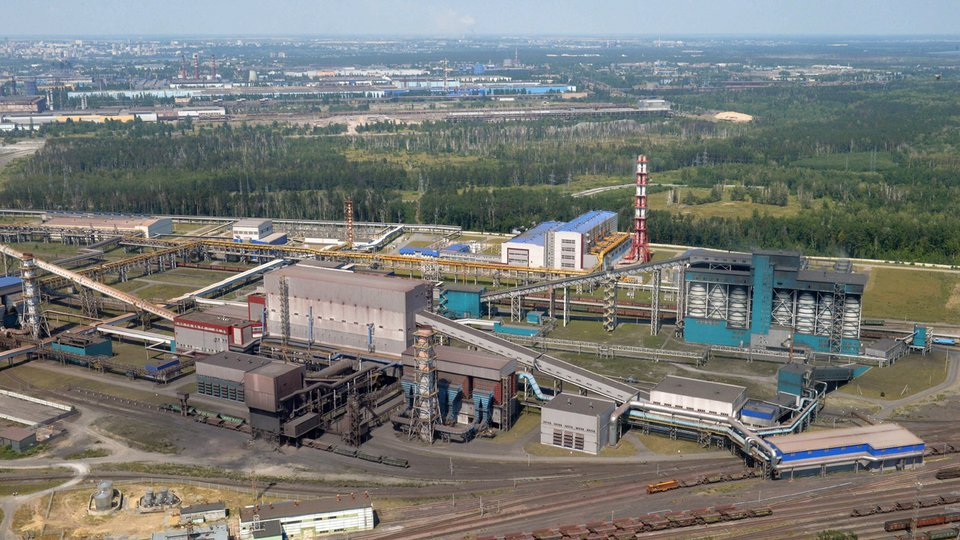
Промышленная площадка ОАО «Новолипецкий металлургический комбинат»

Новоли́пецкий металлурги́ческий комбина́т (НЛМК) — советский и российский металлургический комбинат, расположенный в Левобережном районе Липецка. Крупнейший сталелитейный комбинат в стране и 17-й в мире по объёмам производства в 2018 году. Полное наименование — публичное акционерное общество «Новолипецкий металлургический комбинат». В 350 км находится Курская магнитная аномалия — главный поставщик сырья для предприятия. Входит в Группу НЛМК.

## История

### Зарождение металлургии
История липецкой металлургии начинается в 1692—1693 годах, когда на месте нынешнего села Боринское был сооружён чугуноплавильный вододействующий завод. С 1696 года его продукция стала поставляться на Воронежские верфи, которые основал Пётр I для строительства флота.
Затем близ села Липского запылали первые домны — Верхне-Липецкого завода.
В 1973 году в Нижнем парке установлен памятник зарождению металлургии в Липецке (арх. Сергей Костюшкин).

### Советский период
В решениях XV съезда ВКП(б) и последующих пленумов ЦК КПСС был взят курс на индустриализацию страны. Исходя из данных решений, обком Центрально-Чернозёмной области в конце 20-х годов запланировал мероприятия по строительству в Липецке в первую пятилетку металлургического завода. Сведения об этом имеются в постановлении №305 4-го пленума Елецкого окружкома ВКП(б) от 28 февраля - 2 марта 1929 года (ГАНИДЛС ЛО, фонд 30, опись 1, дело 13, листы 30-33). Собственно, именно в Ельце были одобрены, утверждены и дополнены конкретным содержанием эти мероприятия. Елец в 1928-1930 гг. был административным центром Елецкого округа, Липецк и Липецкий район находились в подчинении. При этом Елецкий окружком фактически настоял на включении в пятилетку строительства в Липецке тракторного завода и реорганизации местной профтехшколы, то есть были заложены основы будущей большой промзоны и ЛГТУ.  

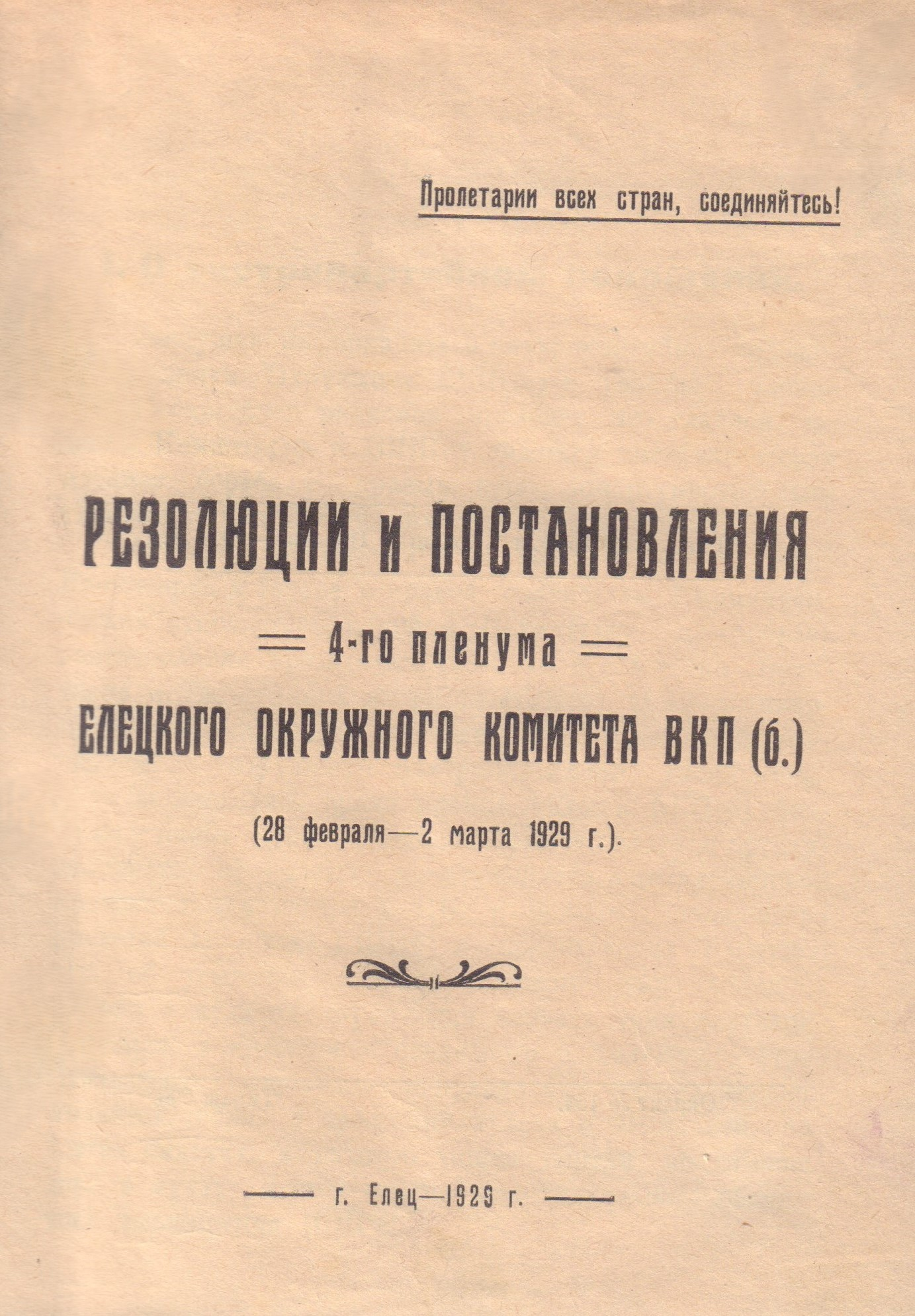
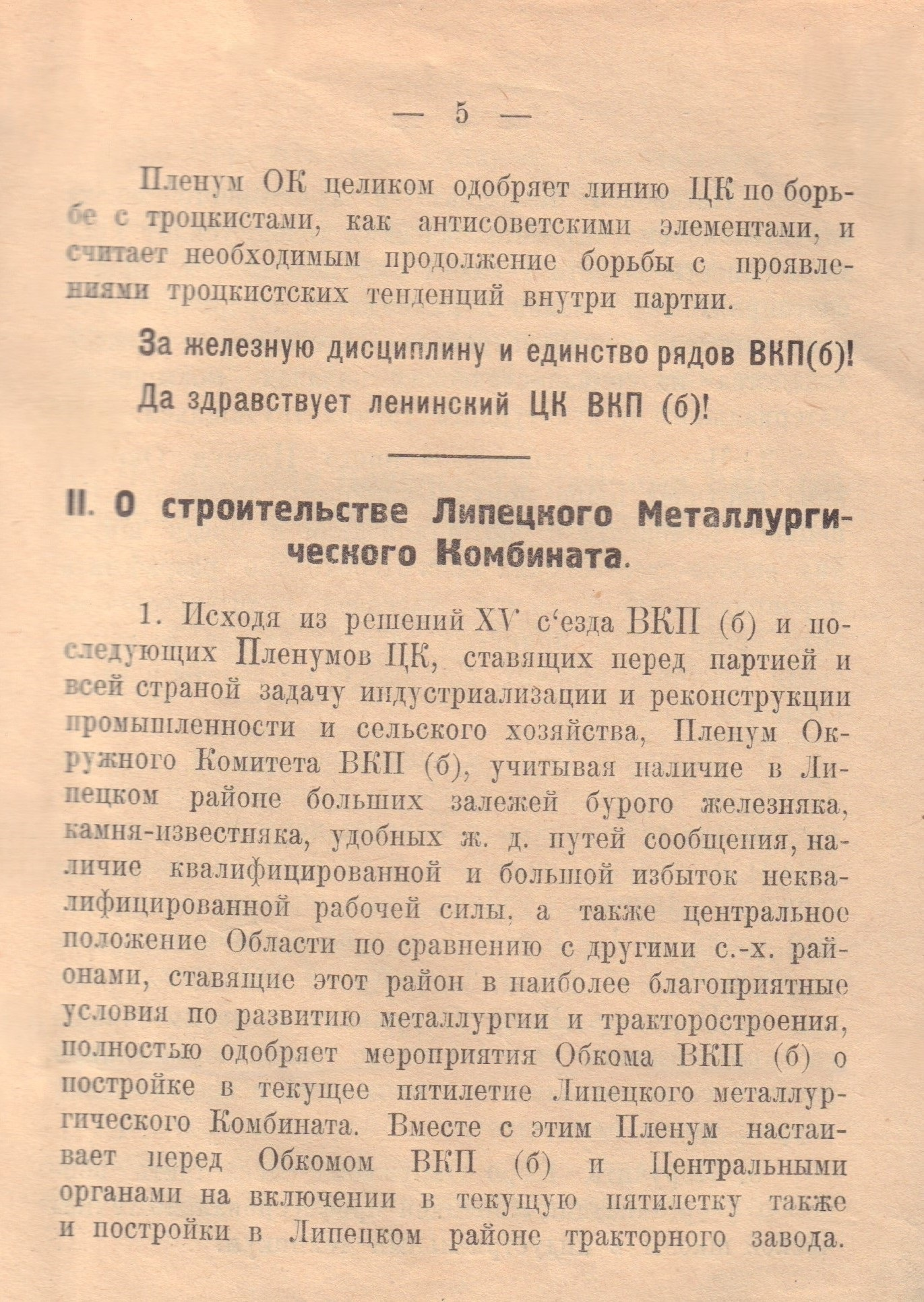
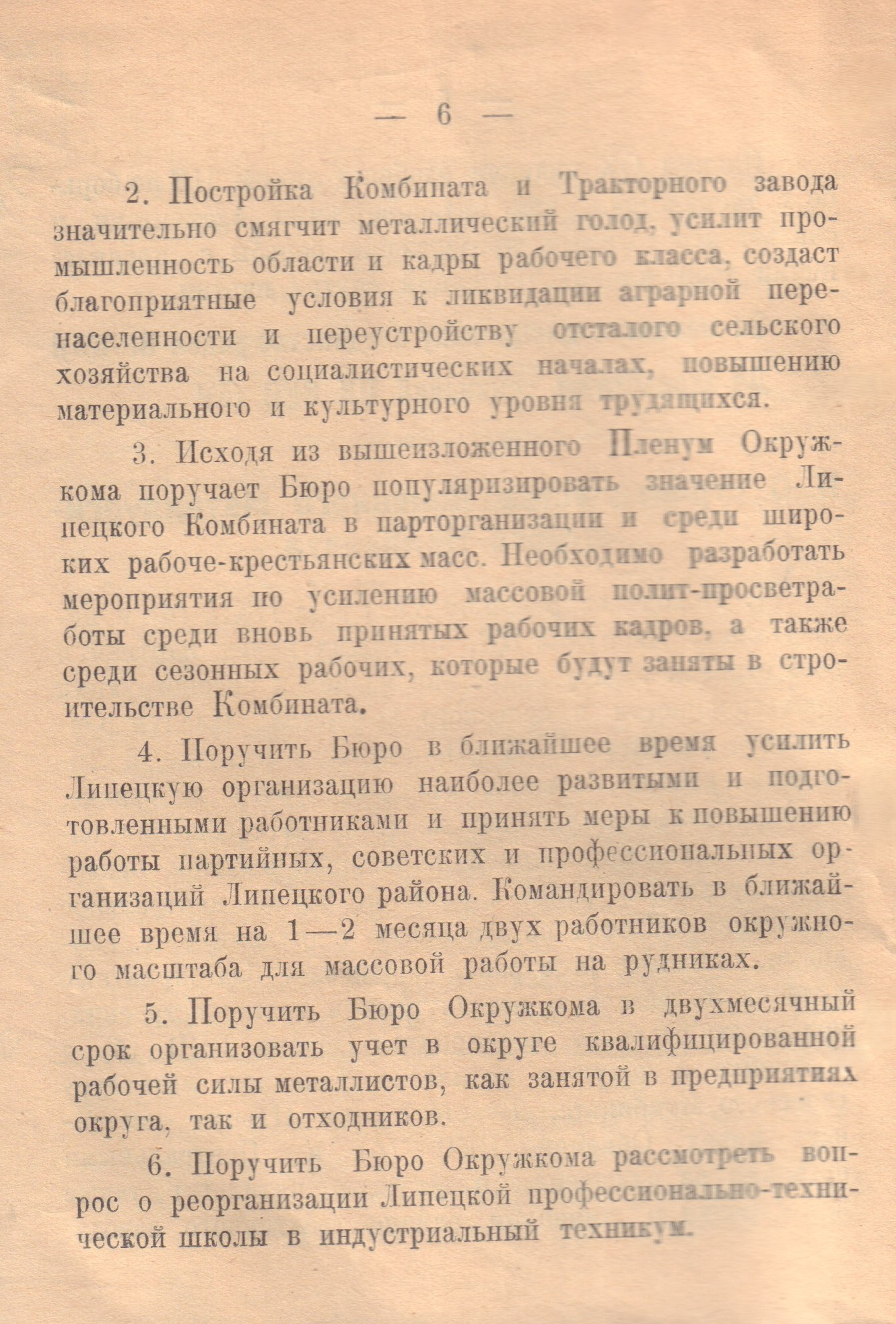
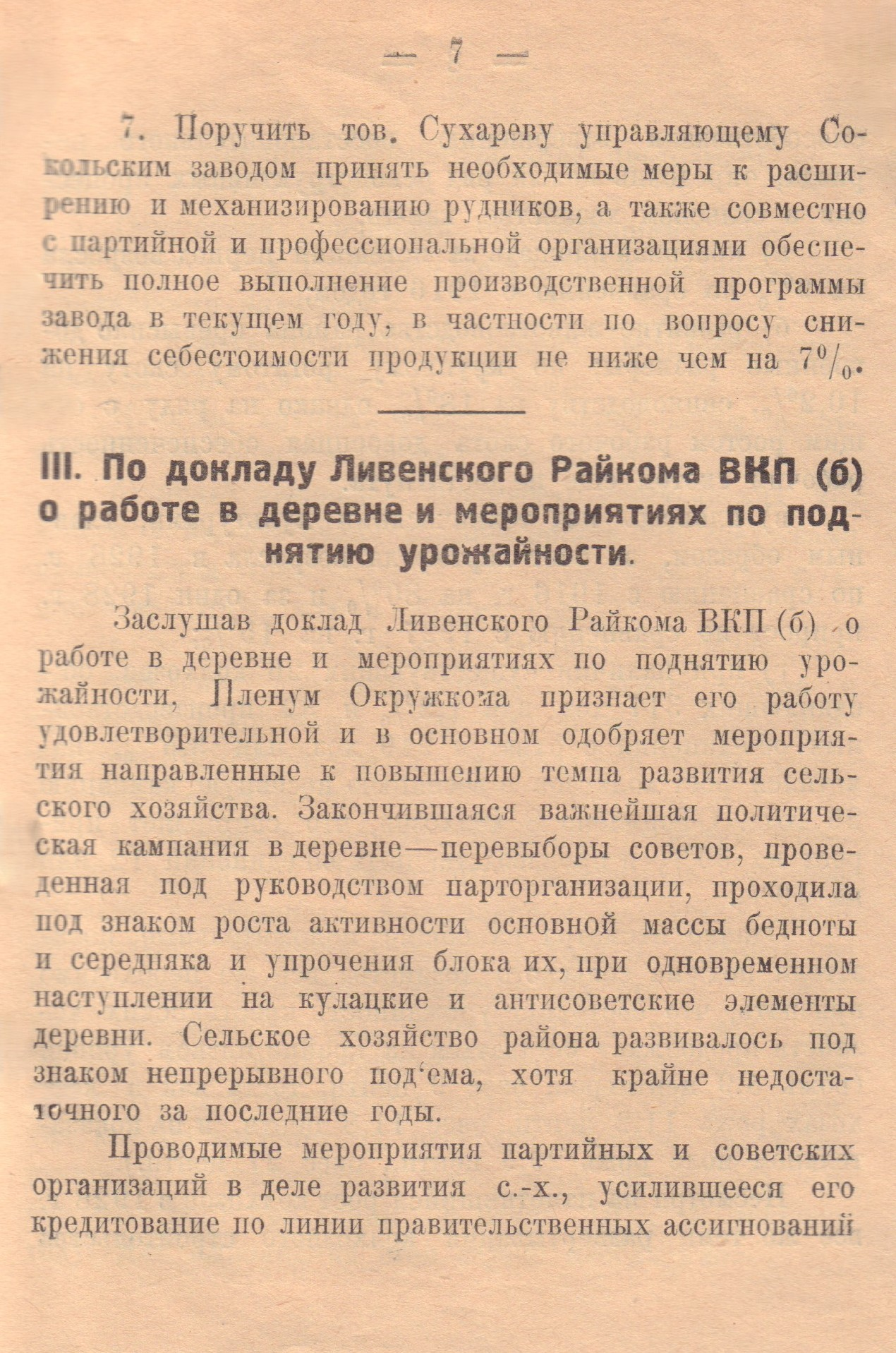

6 апреля 1930 года президиум ВСНХ СССР постановил: «Строительство Липецкого металлургического комбината включить в число первоочередных вновь начинаемых построек металлургических заводов».
25 февраля 1931 года Совет народных комиссаров СССР принял постановление о строительстве в Липецке завода литейного чугуна производительностью 350 тыс. тонн в год на местных рудах. 
В марте 1931 года в лесном массиве на левом берегу реки Воронеж недалеко от города Липецка началась расчистка площади под строительство доменной печи. Первым запущенным промышленным объектом была лесопильная рама. Три тысячи рабочих валили лес.
25 июля 1931 года началось строительство котлована под фундамент доменных печей и кауперов. Прямо на стройке организовали учебный комбинат для подготовки новых кадров. 
В мае 1932 года начался монтаж первой домны. 
6 ноября 1934 года была задута доменная печь. Первый чугун получили 7 ноября 1934 года. Таким образом, именно 1934 год считается годом начала работы завода.
До 1963 года завод пользовался местной железной рудой, которая добывалась в Северном (Студёнском), Сырском и Донском рудниках. В 1964 году все рудники были закрыты (после начала добычи на Курской магнитной аномалии), а позже их шахты засыпаны.

### Постсоветский период
Когда в России началась массовая приватизация предприятий то эта процедура затронула и НЛМК. Так, в 1992 году комбинат был приватизирован в рамках исполнения Указа «Об ускорении приватизации государственных и муниципальных предприятий». Вот как комментировал приватизацию 1992 года бывший представитель Счётной палаты Владислав Игнатов:
Недавно мы повторно проверили законность приватизации Новолипецкого металлургического комбината в 1992 г. И подтвердили выводы прежней проверки. Оценка стоимости была занижена, в неё не включили завод по производству холодильников «Стинол». В своё время СССР заплатил итальянцам за строительство этого предприятия 180 млн долл., а приватизирован «Стинол» был всего за 18 млн долл. После этого новый собственник — Новолипецкий металлургический комбинат — продал «Стинол» тому же итальянскому концерну «Мерлони» за 119 млн долл. 
В течение 1990-х годов за контроль над предприятием велась борьба нескольких заинтересованных групп, в частности, представителями Владимира Потанина. В официальных летописях компании, данный период описывается нейтрально, как «к середине 1990-х значительную долю акций НЛМК консолидировали финансовые инвесторы». Однако, порой борьба за ресурсы НЛМК, как и в целом, в области металлургии, велась в пространстве бандитизма. В 1998 году комбинат был окончательно переведен в частную собственность, в процессе продажи его активов по программе залоговых аукционов.
Договорившись с Потаниным о взаимном нейтралитете, в 1998 году Лисин внезапно выкупил пакет Сороса и братьев Чандлеров [Прим. — инвесторы Ричард Чандлер и Кристофер Чандлер]. Откуда он нашёл на это деньги — неизвестно до сих пор. Злые языки поговаривают, что концы этой сделки были обрублены в 2001 году в далёкой ЮАР, где в результате неудачного трюка при прыжке с парашютом погиб «измайловский дон» Антон Малевский.
В 2000 году был впервые поднят вопрос о законности приватизации комбината на официальном уровне. После соответствующей проверки управление информации и общественных связей Счётной палаты отметила, что «решения о приватизации государственного предприятия „НЛМК“ были приняты с нарушением действующего законодательства». Впоследствии представителями образованного АО был подан ряд исков к государству, в результате которых формально приватизация была признана законной. Например, иск о приватизации гидротехнических сооружений, а также акватории, в которой они расположены. В 2001 году практически полноправным владельцем комбината стал Владимир Лисин, включив в группу своих активов, развивая свою многоотраслевую «империю». В 2005 году было проведено IPO. 
На фоне российского вторжения на Украину, в ночь на 24 февраля 2024 года, цеха завода были атакованы украинскими БПЛА. На территории комбината произошло несколько взрывов и произошло возгорание.

## Хронология
- 1931 — 19 мая на место строительства завода проложена железнодорожная ветка от станции Казинка
- 1934 — 7 ноября дан первый чугун. День рождения завода
- 1935 — 14 ноября пущена вторая доменная печь
- 1941 — эвакуация оборудования завода на Урал в Челябинск в связи с началом Великой Отечественной войны. На оставшейся части оборудования выполнялись заказы для фронта
- 1947 — начато восстановление разрушенного во время войны завода
- 1950 — восстановлена доменная печь № 1
- 1951 — восстановлена доменная печь № 2
- 1957 — введён в действие комплекс горячей прокатки трансформаторной стали
- 1959 — впервые в мире освоена 100-процентная разливка стали на установке непрерывной разливки стали (УНРС) в комплексе с электропечами
- 1959 — введены в строй коксовые батареи № 3 и 4
- 1960 — введён в эксплуатацию цех холодной прокатки
- 1961 — введена в строй батарея № 2
- 1962 — введены в строй доменная печь № 3 и коксовая батарея № 1
- 1964 — введена в строй аглолента № 1 производительностью 2 млн тонн агломерата в год
- 1965 — введено в строй азотно-туковое производство
- 1966 — введён в строй кислородно-конверторный цех № 1 со 100-процентной разливкой на УНРС (впервые в мире)
- 1967 — введена в строй доменная печь № 4
- 1968 — введена в строй коксовая батарея № 5
- 1969 — введена в строй коксовая батарея № 6
- 1970 — введён в строй стан-2000 производительностью 3 млн тонн проката в год
- 1973 — введён в строй комплекс крупнейшей в СССР и Европе доменной печи № 5
- 1975 — введён в строй кислородно-конверторный цех № 2 мощностью 4 млн тонн стали в год
- 1976 — введена в строй коксовая батарея № 7; начало затопляться Матырское водохранилище
- 1977 — введены в строй коксовая батарея № 8 и больничный комплекс НЛМК на улице Космонавтов, 39
- 1978 — введена в строй доменная печь № 6
- 1978, 25 октября — на территории НЛМЗ создано Лебединое озеро, наполняемое очищенными технологическими водами предприятия.
- 1981 — введена в строй первая очередь цеха холодной прокатки углеродистой стали (ныне ЦХПП), работающего по принципу бесконечной прокатки
- 1983 — НЛМЗ переименован в Новолипецкий металлургический комбинат приказом министра чёрной металлургии СССР; введён в строй рыботоварный цех на 250 тонн рыбы в год
- 1984 — присвоено имя Ю. В. Андропова (носил до 1993 года)
- 1986 — введён в строй крупнейший на тот момент в Европе специализированный цех прокатки динамной стали (ЛПЦ-5, ныне ЦДС)
- 1990, 24 сентября — остановлена доменная печь № 1
- 1992 — НЛМК стало открытым акционерным обществом.
- 1992, март — прошла приватизация ОАО «НЛМК».
- 1993, 2 июля — запуск завода STINOL.
- 1995, октябрь — в городе Бирмингем (штат Алабама, США) НЛМК, среди 100 лидеров российского бизнеса, был награждён «Факелом Бирмингема» за успешное экономическое выживание и развитие в сложных экономических условиях.
- 1997, январь — приобретено ОАО «Доломит»
- 2000, апрель — программа технического перевооружения НЛМК
- 2001, октябрь — запуск агрегата непрерывного горячего цинкования № 2
- 2002, январь — введена в строй уникальная в России технологическая линия, предназначенная для изготовления широкого сортамента литых заготовок различных марок стали
- 2003, февраль — внедрена новая технологическая схема производства трансформаторной стали. Она позволила увеличить выпуск высококачественной стали толщиной 0,27-0,30 мм и начать производство листов толщиной 0,23 мм.
- 2005, декабрь — запущен первый в России агрегат горячего цинкования (АНГЦ-3), способный производить горячеоцинкованный лист толщиной до 4 мм, широко использующийся в строительной отрасли. Введение в строй АНГЦ позволило исключить закупки оцинкованного проката толщиной до 4 мм за рубежом
- 2008, июль — введён в эксплуатацию лазерный технологический комплекс, и разработана технология лазерной обработки трансформаторной стали с уровнем удельных потерь Р1,7/50≤1,00 Вт/кг
- 2009, март — остановка сброса производственных сточных вод в реку Воронеж
- 2011, 28 октября — пуск доменной печи «Россиянка» (ДП № 7)
- 2016, февраль — завершена реконструкция АНГЦ-1, позволившая увеличить производительность агрегата на 30 % до 500 тыс. тонн в год
- 2024, февраль — в ходе российско-украинской войны был атакован украинскими БПЛА. На территории комбината произошло несколько взрывов и произошло возгорание[15][16].

## Руководство
| Номер | Начало | Конец | ФИО               |
| ----- | ------ | ----- | ----------------- |
| 1     | 1931   | 1937  | Я. А. Берзин      |
| 2     | 1938   | 1939  | Г. Л. Шапанов     |
| 3     | 1939   | 1942  | Ф. С. Сергеев     |
| 4     | 1942   | 1946  | П. Ф. Сергеев     |
| 5     | 1946   | 1966  | В. С. Виниченко   |
| 6     | 1967   | 1970  | А. П. Лихорадов   |
| 7     | 1970   | 1978  | С. В. Колпаков    |
| 8     | 1978   | 2004  | И. В. Франценюк   |
| 9     | 2004   | 2010  | В. П. Настич      |
| 10    | 2010   | 2013  | И. Н. Анисимов    |
| 11    | 2013   | 2019  | С. В. Филатов     |
| 12    | 2019   | 2021  | В. И. Воротников  |
| 13    | 2021   | н. в. | Т. М. Аверченкова |

## Влияние на окружающую среду
Специфика предприятия связана с повышенной нагрузкой на окружающую среду. По результатам проверки, инициированной в 2006 году Счётной палатой следовало, что «на ОАО „НЛМК“ приходилось 88 % от объёма выбросов загрязняющих веществ в Липецкой области». С 2007 по 2012 годы комбинат реализовал ряд инвестиционных проектов по охране окружающей среды, в том числе по направлениям «Вода» и «Воздух». В 2009 году комбинат полностью прекратил сброс производственных сточных вод в реку Воронеж. Все эти действия привели к тому, по заверению представителей по экологии от комбината, экологическая ситуация в Липецке заметно улучшилась. Однако, несмотря на это, за комбинатом регулярно отмечают выбросы вредных веществ и спорные экологические ситуации. В 2019 году Европейский суд по правам человека коммуницировал жалобу 22 жителей Липецка, с требованием к правительству России озаботиться экологической ситуацией в городе (жалоба была подана в 2009 году). В 2020 году объём вредных выбросов предприятия составил 270 тыс. тонн и стал лидером, наравне с предприятиями Череповца, по выбросам оксида углерода. По данным на 2021 год, Липецк всё ещё входит в десятку городов России с самым сильным загрязнением воздуха.